# 줄리아 리치
줄리아 리치(이탈리아어: Giulia Rizzi, 1989년 6월 20일~)는 이탈리아의 펜싱 선수로 주 종목은 에페이다. 2024년 하계 올림픽에서 여자 에페 단체전 금메달을 획득했다.